# Baule (Loiret)
Baule ist eine Gemeinde in Frankreich mit 2005 Einwohnern (Stand: 1. Januar 2022) im Département Loiret in der Region Centre-Val de Loire. Baule gehört zum Arrondissement Orléans und zum Kanton Beaugency. Die Einwohner werden Baulois genannt.

## Lage
Baule liegt auf der nördlichen Seite der Loire, etwa 20 Kilometer südwestlich von Orléans. Die Gemeinde liegt im UNESCO-Welterbe Val de Loire. Umgeben wird Baule von den Nachbargemeinden Le Bardon im Norden und Nordwesten, Meung-sur-Loire im Nordosten, Dry im Osten, Lailly-en-Val im Süden, Beaugency im Südwesten sowie Messas im Westen und Nordwesten.
Durch die Gemeinde führt die Autoroute A10. Der Bahnhof der Gemeinde liegt an der Bahnstrecke Paris–Bordeaux.

## Bevölkerungsentwicklung
| Jahr      | 1962 | 1968 | 1975 | 1982 | 1990 | 1999 | 2006 | 2017 |
| Einwohner | 952  | 1004 | 1096 | 1288 | 1457 | 1657 | 1926 | 2073 |

## Sehenswürdigkeiten
- Kirche Saint-Aignan, 1866 erbaut
- Pfarrhaus aus dem 19. Jahrhundert und altes Pfarrhaus von 1624

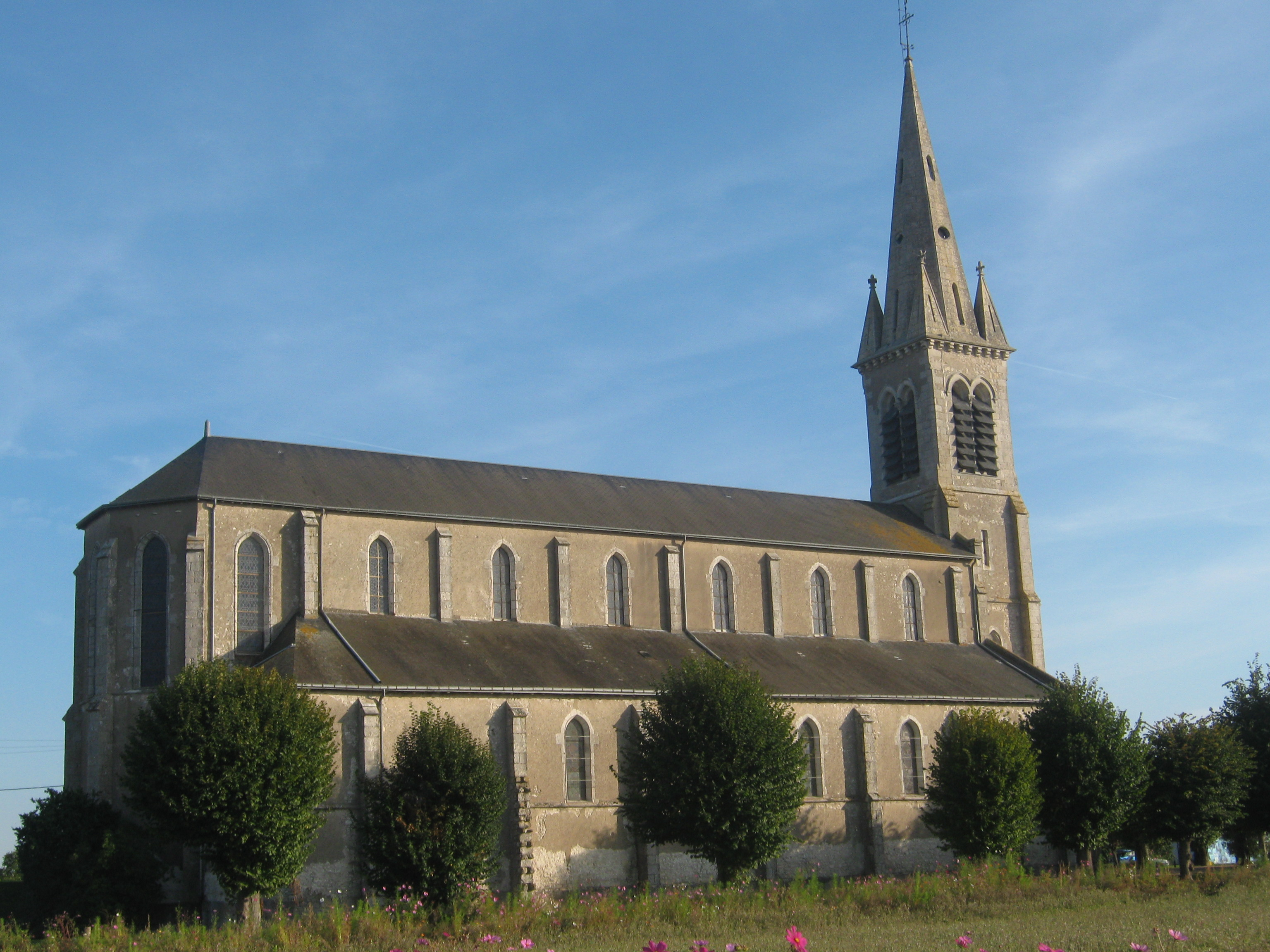
Kirche Saint-Aignan

- Schloss aus dem 18. Jahrhundert
- Gutshof Langlochère